# Ingrid Landmark Tandrevold
Ingrid Landmark Tandrevold (Bærum, 23 settembre 1996) è una biatleta norvegese.

## Biografia
In Coppa del Mondo ha esordito il 17 marzo 2016 a Chanty-Mansijsk (29ª in sprint) e ha ottenuto la prima vittoria, nonché primo podio, il 26 novembre 2017 a Östersund (in staffetta mista). Ha debuttato ai Giochi olimpici a Pyeongchang 2018 (59ª nella sprint, 42ª nell'inseguimento, 43ª nell'individuale e 4ª nella staffetta) e ai campionati mondiali a Östersund 2019 (oro nella staffetta, argento nella sprint, 8ª nell'inseguimento, 18ª nell'individuale e 11ª nella partenza in linea).
Ai Mondiali di Anterselva 2020 ha vinto la medaglia d'oro nella staffetta ed è stata 57ª nella sprint, 14ª nell'inseguimento, 16ª nell'individuale e 16ª nella partenza in linea. L'anno dopo alla rassegna iridata di Pokljuka 2021 ha conquistato la medaglia d'oro nella staffetta, quella d'argento nella partenza in linea e quella di bronzo nell'individuale e si è posizionata 21ª nella sprint e 10ª nell'inseguimento; il 21 marzo seguente, vincendo la prima gara individuale in Coppa del Mondo nella partenza in linea di Östersund, ha portato a casa la Coppa del Mondo di partenza in linea. Ai XXIV Giochi olimpici invernali di Pechino 2022 si è classificata 5ª nella sprint, 14ª nell'inseguimento e 8ª nell'individuale; ai Mondiali di Oberhof 2023 ha vinto la medaglia d'oro nella staffetta mista, quella d'argento nella partenza in linea e si è piazzata 14ª nella sprint, 4ª nell'inseguimento, 11ª nell'individuale e 6ª nella staffetta e a di Nové Město na Moravě 2024 ha conquistato la medaglia d'argento nella staffetta mista, il bronzo nella staffetta mista individuale ed è stata 25ª nella sprint, 34ª nell'inseguimento, 27ª nell'individuale, 10ª nella partenza in linea e 10ª nella staffetta. Al termine della stagione 2023-2024 si è aggiudicata la Coppa del Mondo di sprint. Ai Mondiali di Lenzerheide 2025 ha vinto la medaglia d'argento nella staffetta e si è classificata 23ª nella sprint, 18ª nell'inseguimento, 39ª nell'individuale, 20ª nella partenza in linea e 4ª nella staffetta mista.

## Palmarès

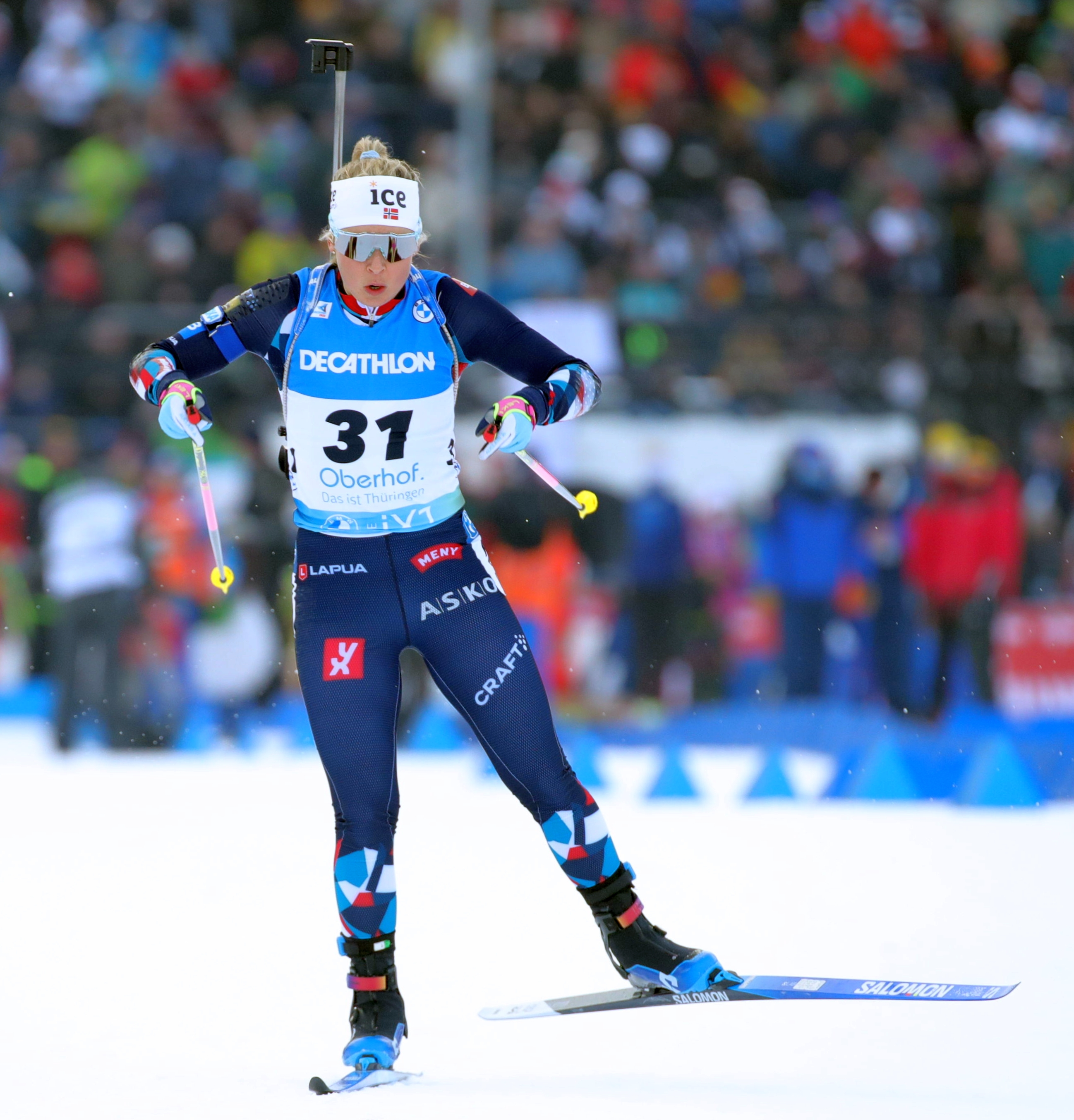
Ingrid Landmark Tandrevold in gara ai Mondiali di Oberhof 2023

### Mondiali
- 11 medaglie:
  - 4 ori (staffetta[1] a Östersund 2019; staffetta[1] ad Anterselva 2020, staffetta[1] a Pokljuka 2021; staffetta mista a Oberhof 2023)
  - 5 argenti (sprint[1] a Östersund 2019; partenza in linea[1] a Pokljuka 2021; partenza in linea a Oberhof 2023; staffetta mista a Nové Město na Moravě 2024; staffetta a Lenzerheide 2025)
  - 2 bronzi (individuale[1] a Pokljuka 2021; staffetta mista individuale a Nové Město na Moravě 2024)

### Mondiali juniores
- 4 medaglie:
  - 2 ori (staffetta a Cheile Grădiștei 2016; staffetta a Brezno Osrblie 2017)
  - 1 argento (sprint a Brezno Osrblie 2017)
  - 1 bronzo (inseguimento a Brezno Osrblie 2017)

### Mondiali giovanili
- 4 medaglie:
  - 1 oro (inseguimento a Minsk-Raubichi 2015)
  - 1 argento (individuale a Minsk-Raubichi 2015)
  - 2 bronzi (sprint, staffetta a Minsk-Raubichi 2015)

### Europei
- 4 medaglie:
  - 1 argento (staffetta mista individuale a Duszniki-Zdrój 2017)
  - 3 bronzi (inseguimento, partenza in linea, staffetta mista individuale a Tjumen' 2016)

### Coppa del Mondo
- Miglior piazzamento in classifica generale: 3ª nel 2024
- Vincitrice della Coppa del Mondo di sprint nel 2024
- Vincitrice della Coppa del Mondo di partenza in linea nel 2021
- 54 podi (20 individuali, 34 a squadre), oltre a quelli conquistati in sede iridata e validi anche ai fini della Coppa del Mondo:
  - 23 vittorie (5 individuali, 18 a squadre)
  - 22 secondi posti (11 individuali, 11 a squadre)
  - 9 terzi posti (4 individuali, 5 a squadre)

#### Coppa del Mondo - vittorie
| Data             | Località             | Paese       | Specialità                                                                         |
| ---------------- | -------------------- | ----------- | ---------------------------------------------------------------------------------- |
| 26 novembre 2017 | Östersund            | Svezia      | MX (con Tiril Eckhoff, Johannes Thingnes Bø ed Emil Hegle Svendsen)                |
| 8 dicembre 2019  | Östersund            | Svezia      | RL (con Karoline Offigstad Knotten, Tiril Eckhoff e Marte Olsbu Røiseland)         |
| 14 dicembre 2019 | Hochfilzen           | Austria     | RL (con Karoline Offigstad Knotten, Tiril Eckhoff e Marte Olsbu Røiseland)         |
| 11 gennaio 2020  | Oberhof              | Germania    | RL (con Synnøve Solemdal, Marte Olsbu Røiseland e Tiril Eckhoff)                   |
| 17 gennaio 2020  | Ruhpolding           | Germania    | RL (con Karoline Offigstad Knotten, Tiril Eckhoff e Marte Olsbu Røiseland)         |
| 7 marzo 2020     | Nové Město na Moravě | Rep. Ceca   | RL (con Karoline Offigstad Knotten, Ida Lien e Tiril Eckhoff)                      |
| 12 dicembre 2020 | Hochfilzen           | Austria     | RL (con Karoline Offigstad Knotten, Tiril Eckhoff e Marte Olsbu Røiseland)         |
| 21 marzo 2021    | Östersund            | Svezia      | MS                                                                                 |
| 8 gennaio 2022   | Oberhof              | Germania    | MX (con Tarjei Bø, Johannes Thingnes Bø e Marte Olsbu Røiseland)                   |
| 22 gennaio 2022  | Anterselva           | Italia      | RL (con Karoline Offigstad Knotten, Tiril Eckhoff e Ida Lien)                      |
| 3 marzo 2022     | Kontiolahti          | Finlandia   | RL (con Marte Olsbu Røiseland, Tiril Eckhoff e Ida Lien)                           |
| 13 marzo 2022    | Otepää               | Estonia     | MX (con Sivert Guttorm Bakken, Vetle Sjåstad Christiansen e Tiril Eckhoff)         |
| 8 gennaio 2023   | Pokljuka             | Slovenia    | SMX (con Vetle Sjåstad Christiansen)                                               |
| 14 gennaio 2023  | Ruhpolding           | Germania    | RL (con Karoline Offigstad Knotten, Ragnhild Femsteinevik e Marte Olsbu Røiseland) |
| 11 marzo 2023    | Östersund            | Svezia      | RL (con Juni Arnekleiv, Ida Lien e Marte Olsbu Røiseland)                          |
| 29 novembre 2023 | Östersund            | Svezia      | RL (con Marthe Kråkstad Johansen, Juni Arnekleiv e Karoline Offigstad Knotten)     |
| 8 dicembre 2023  | Hochfilzen           | Austria     | SP                                                                                 |
| 10 dicembre 2023 | Hochfilzen           | Austria     | RL (con Juni Arnekleiv, Marit Ishol Skogan e Karoline Offigstad Knotten)           |
| 12 gennaio 2024  | Ruhpolding           | Germania    | SP                                                                                 |
| 1º marzo 2024    | Oslo Holmenkollen    | Norvegia    | IN                                                                                 |
| 9 marzo 2024     | Soldier Hollow       | Stati Uniti | RL (con Juni Arnekleiv, Ida Lien e Karoline Offigstad Knotten)                     |
| 30 novembre 2024 | Kontiolahti          | Finlandia   | MX (con Karoline Offigstad Knotten, Johannes Dale e Vebjørn Sørum)                 |
| 7 marzo 2025     | Nové Město na Moravě | Rep. Ceca   | SP                                                                                 |

Legenda:

SP = sprint

MS = partenza in linea

IN = individuale

RL = staffetta

MX = staffetta mista

SMX = staffetta mista individuale